# Allophylus cominia
Allophylus cominia là một loài thực vật có hoa trong họ Bồ hòn. Loài này được (L.) Sw. mô tả khoa học đầu tiên năm 1788.